# HU-16 (航空機)
HU-16 アルバトロス
アメリカ空軍のHU-16B
- 用途：捜索、救難
- 分類：飛行艇
- 製造者：グラマン
- 運用者： アメリカ合衆国（アメリカ空軍、アメリカ海軍）他
- 初飛行：1947年10月24日
- 生産数：400機以上
- 生産開始：1949年
- 運用開始：1949年

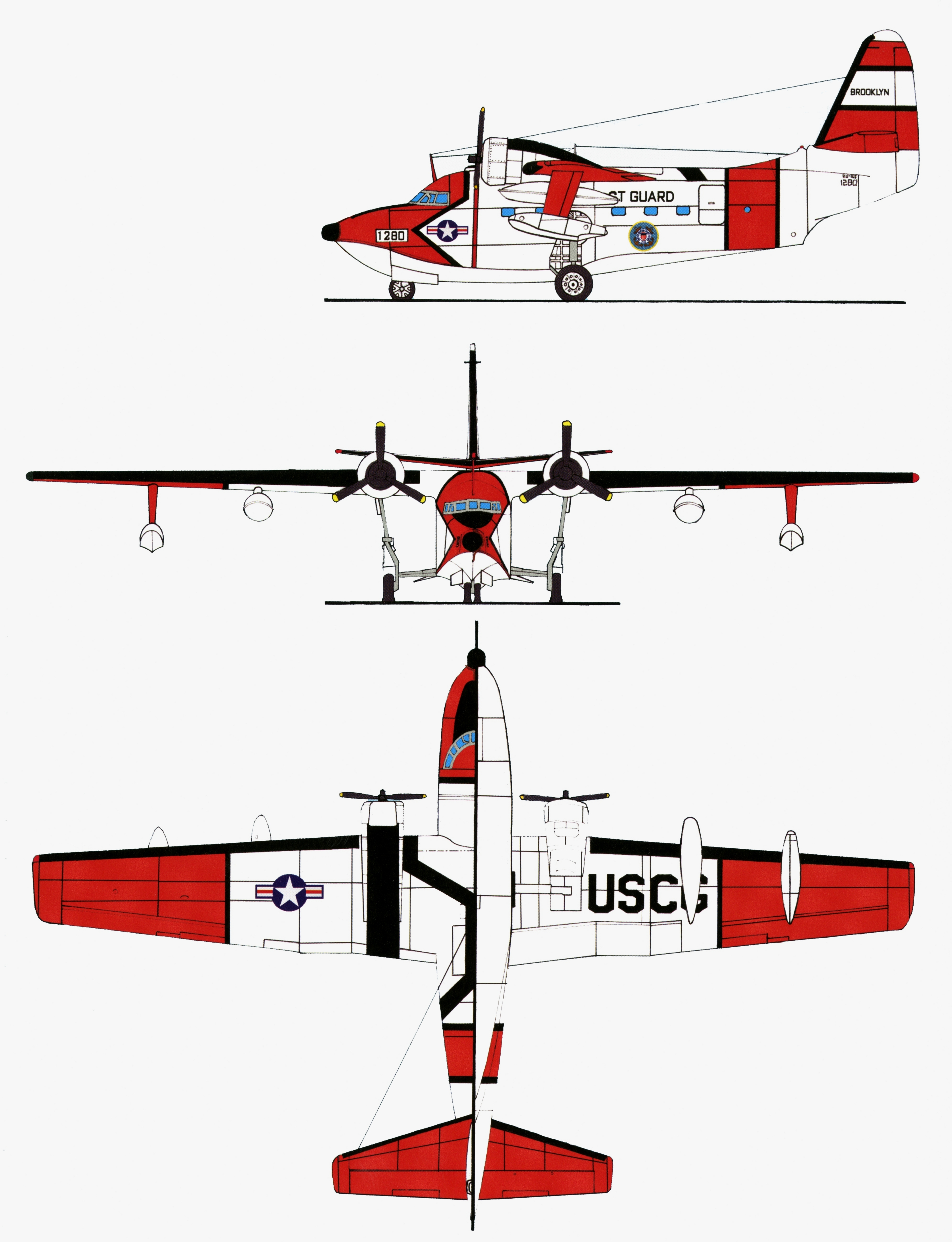
Grumman HU-16E

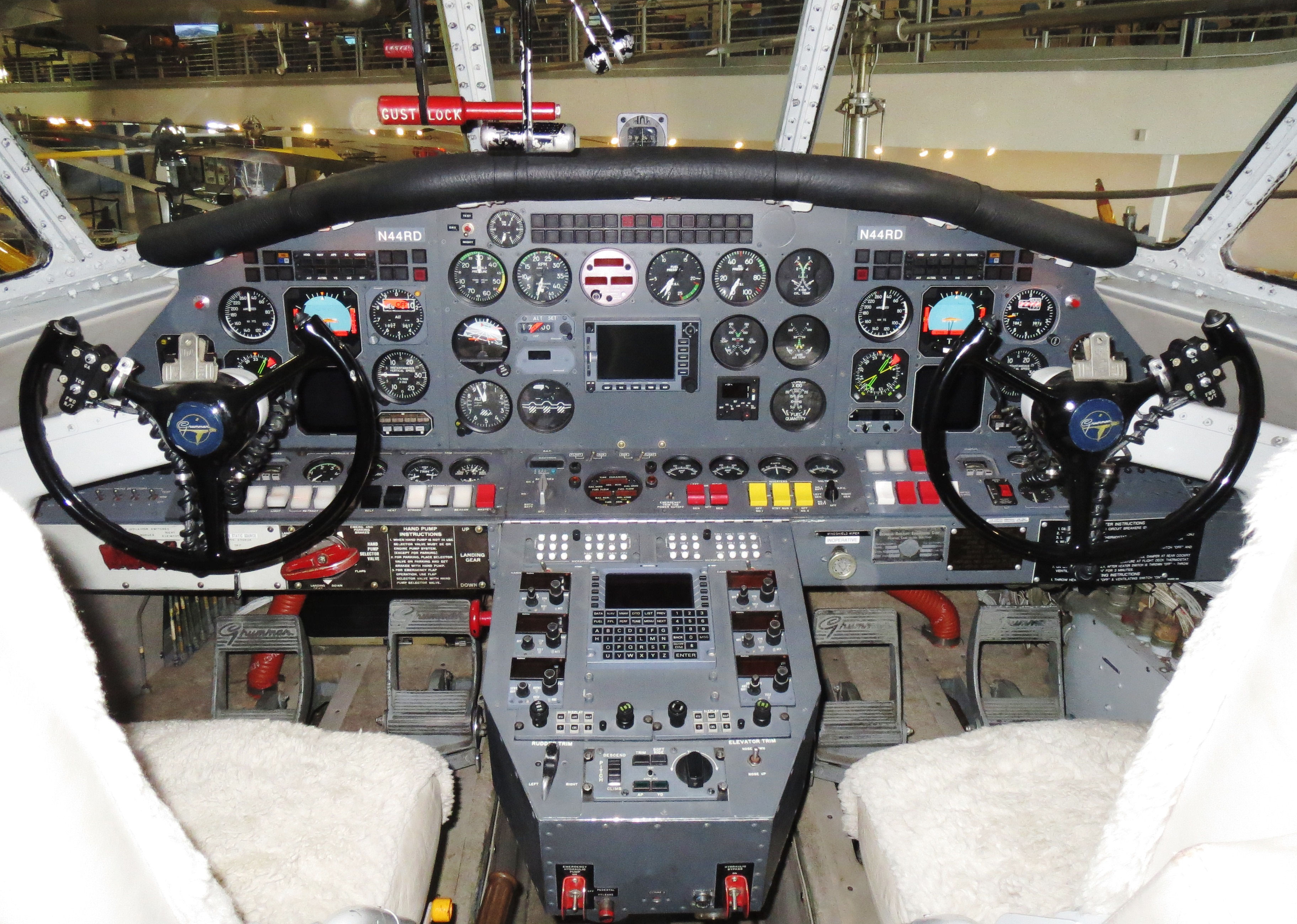
Cockpit

HU-16は、アメリカ合衆国のグラマン社が開発したレシプロ双発の水陸両用飛行艇。愛称はアルバトロス（Albatross、アホウドリ）社内記号G-64。第二次世界大戦中に活躍したJRFグースの後継機である。
当初アメリカ海軍からJR2Fの名で発注され、また、ほぼ同時期にアメリカ空軍からもSA-16として発注された。その後海軍では1955年にJRカテゴリー（雑用・輸送機）の廃止に伴いUF-1と改称された。1962年のアメリカ三軍の軍用機呼称統一の際に、空軍型も合せてHU-16（LU-16、TU-16）となった。
空軍のSAという機種記号は本機にのみ使用されたもので、Sは捜索救難（Search and Rescue）、Aは水陸両用（Amphibian）をあらわす。16という番号は空軍独立時に廃止されたOA（水陸両用観測機）カテゴリーの番号が15まで進んでいたのを引き継いだものである。

## 設計と開発
アルバトロスは墜落したパイロットの救出任務に当たるため、陸上でも外洋でも運用できるように設計された。その深くて長いV字断面の胴体は、波浪状態の海面への着水を可能にしていた。SA-16Aは12台の担架を収容することができた。
SA-16Aはアメリカ空軍に300機近く納入されたほか、相互防衛協定にもとづいて諸外国へも供与された。
1953年、グラマンは水陸にくわえて雪上/氷上でも運用できるように、胴体とフロートの下に装着するスキーを開発した。これは1機のSA-16A（シリアル48-588）でテストされたあと、127セットの変換キットが空軍に納入された。
1955年には主翼を16フィート6インチ延長し、尾翼も拡大したG-111が開発され、SA-16Bとして採用された。これは高速化と航続距離の延長、それに片発停止時の操縦性の改善を図ったものだった。SA-16Bは1956年1月16日に初飛行し、在来のSA-16AもB型に改造された。
海軍型は1955年にJRカテゴリーが無くなった後、UF-1と称したが、1957年に空軍のSA-16Bへの改造と同様の改造を行い、UF-2と称した。
海軍型UF-1の沿岸警備隊仕様をUF-1Gというが、これもそのうち34機が改造され、UF-2Gとなった。沿岸警備隊では空軍からも37機の引き渡しを受けており、これらは1962年にHU-16Eとなった。
1970年にコンロイ・エアクラフト社が、本機をロールスロイス・ダート（ターボプロップ）エンジンに換装した「コンロイ・ターボ・アルバトロス」を提案したが、試作1機（登録番号：N16CA）のみにとどまった。

## 経歴
アルバトロスの最大のユーザーはアメリカ空軍の救難部隊であった。アメリカ空軍は朝鮮戦争で広範囲にSA-16を利用し、そこで本機は頑丈で海上に向いた航空機としての評判を得た。さらに翼を延長したタイプのHU-16Bはベトナム戦争でも救難任務に使用された。HU-16Dはアメリカ海軍でも捜索救難に使用された。また、本機はアメリカ沿岸警備隊でも長年にわたって使用された。

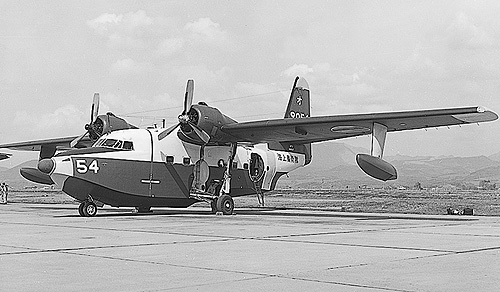
海上自衛隊で使用されたUF-2

日本では、海上自衛隊に6機のUF-2が1961年10月3日に供与され大村航空基地に配備された。愛称は「かりがね」。UF-2はPBY-6A、JRF-5の後継機として救難及び連絡機として使用された。その後、US-1が実用化され、1976年3月21日に全機退役した。なお、1機のUF-1が追加供与され、日本での飛行艇開発の参考とするため、新明和工業において改造のうえUF-XSとしてPS-1飛行艇のためのデータ収集に使用された。

### 事故
- 1965年7月29日：第2航空群（八戸航空基地）所属の9051号機が夜間訓練飛行中に北海道幌泉郡豊似岳中腹に激突、乗員7名殉職[1]。

## 各型解説
XJR2F-1 -
海軍の試作型、2機（シリアル 82853/82854）
SA-16A
空軍型（呼称統一後 HU-16A）
SA-16B
空軍型（呼称統一後 HU-16B）
UF-1
海軍型（呼称統一後 HU-16C）
UF-1L
海軍型（極地運用型）（呼称統一後 LU-16C）1機
UF-1T
海軍型（複操縦装置付訓練型）（呼称統一後 TU-16C）5機
UF-2
海軍型（呼称統一後 HU-16D）
UF-1G / UF-2G
沿岸警備隊型（呼称統一後 HU-16E）

## 使用国
- アルゼンチン
- ブラジル
- カナダ
- チリ
- 中華民国
- コロンビア
- ドイツ
- ギリシャ
- アイスランド
- インドネシア
- イタリア
- 日本
- マレーシア
- メキシコ
- ノルウェー
- パキスタン
- ペルー
- フィリピン （フィリピン空軍）
- ポルトガル
- スペイン
- タイ （タイ王国海軍）
- アメリカ合衆国 （アメリカ空軍、アメリカ海軍、アメリカ沿岸警備隊）
- ベネズエラ

## 性能諸元

### SA-16A
- 乗員： 2名（操縦士、副操縦士）ほかに航法士、看護要員など
- 収容人員： 乗客 30名
- 全長： 62ft10in（19.16m）
- 全幅： 80ft（24.4m）
- 全高： 25ft10in（7.8m）
- 主翼面積： 883ft2（82m2）
- 空虚重量： 20,000lb（9,000kg）
- 最大離陸重量： 33,000lb（15,000kg）
- エンジン： ライト R-1820-76 サイクロン 星型 9気筒 1,425hp×2
- 最高速度： 380km/h（M0.31）
- 巡航速度： 241km/h（M0.20）
- 航続距離： 4,587km
- 上昇限度： 6,553m

### HU-16B
- 乗員： 2名（操縦士、副操縦士）ほかに航法士、看護要員など
- 収容人員： 乗客 10名
- 全長： 61ft3in（18.7m）
- 全幅： 96ft8in（29.5m）
- 全高： 25ft10in（7.8m）
- 主翼面積： 1,035ft2（96.1m2）
- 空虚重量： 22,883lb（10,380kg）
- 最大離陸重量： 35,700lb（17,150kg）
- エンジン： ライト R-1820-76A サイクロン 星型 9気筒 1,425hp&times2;
- 最高速度： 380km/h=M0.31
- 巡航速度： 241km/h=M0.20
- 航続距離： 5,287km
- 上昇限度： 6,553m

## 登場作品
『あしやからの飛行』
芦屋基地所属の米空軍救難機として登場。戦争で心の傷を抱える三人のクルーが遭難した日本船の救難ミッションに挑む。
『エクスペンダブルズ』
エクスペンダブルズの愛機として登場。機関銃などの武装が施されており、移動手段としてだけでなく攻撃にも使用され、敵への機銃掃射やガソリンの散布を行う。
『モスラ対ゴジラ』
海上自衛隊のUF-2が登場。モスラをゴジラと戦わせてくれるよう小美人を説得しに行く主人公たちを、インファント島まで輸送する。
『ミリタリー・モーターズ』
同機で夫と全米を飛び回っていた通称アルバトロス・レディ(The Albatross Lady)が、35万ドルで売りに出した。

## 参考資料
- "United States Military Aircraft since 1909" , Gordon Swanborough & Peter M. Bowers , PUTNUM , 1989
- "United States Navy Aircraft since 1911" , Gordon Swanborough & Peter M. Bowers , PUTNUM , 1976
- 『現代アメリカ軍用機』（酣燈社、航空情報増刊、1966年）